# Judith Burger
Judith Burger (* 1972 in Halberstadt) ist eine deutsche Kinderbuchautorin und Feature-Autorin.

## Leben und Werk
Burger studierte Kultur- und Theaterwissenschaften in Leipzig. Anschließend arbeitete sie als Werbetexterin in Frankfurt am Main, anschließend als freie Werbetexterin in Leipzig. Heute arbeitet sie als Autorin und redaktionelle Mitarbeiterin bei MDR Kultur für die Sendestrecken Lesezeit und Klassikerlesung sowie in der Onlineredaktion von MDR Kultur. Judith Burger wohnt seit 1991 in Leipzig.
2018 veröffentlichte sie ihr erstes Kinderbuch Gertrude grenzenlos im Gerstenberg Verlag. Darin erzählt die Autorin vom Schüleralltag in der DDR, mit Pioniernachmittag, Fahnenappell und Linientreue. Und was passieren konnte, wenn jemand nicht so linientreu war. Sie erzählt von einer Freundschaft im Spannungsfeld zwischen Ost und West, denn Gertrudes Vater ist ein staatsfeindlicher Dichter, wodurch sie nicht ins Gesellschaftsbild des DDR-Regimes passt und Ausgrenzung erfährt. Für dieses literarische Debüt erhielt sie 2019 den Gustav-Heinemann-Friedenspreis für Kinder- und Jugendliteratur.

## Auszeichnungen
- 2015: Deutscher Preis für Denkmalschutz – Medienpreis für Industrieruinen: Faszination und Wehmut (Feature, MDR 2014).[4]
- 2019: Gustav-Heinemann-Friedenspreis für Kinder- und Jugendbücher für Gertrude grenzenlos.[3]

## Werke
- Gertrude grenzenlos, Hildesheim: Gerstenberg, 2018, ISBN 978-3-8369-5957-5
- Roberta verliebt, Hildesheim: Gerstenberg, 2019,  ISBN 978-3-8369-6016-8
- Ringo, ich und ein komplett ahnungsloser Sommer, Hildesheim: Gerstenberg, 2021,  ISBN 978-3-8369-6112-7
- Luke, Mimi und das Schreckkommando, Hildesheim: Gerstenberg, 2024,  ISBN 978-3-8369-6245-2

## Radio-Features (Autorin)
- 2014: Industrieruinen: Faszination und Wehmut (Feature, MDR 2014)
- 2015: Adolf-Südknecht-Straße (Feature, MDR 2015)
- 2016: Schicksal Ü 40 (Feature, MDR 2016)
- 2017: Das Flüchtlingsheim bei mir an der Ecke (Feature, MDR 2017)
- 2017: Kunst in Kernichau (5 Folgen) (Sprecherin: Astrid Umbreit) – Regie: Stefan Kanis (Original-Hörspiel, Kurzhörspiel – MDR)
- 2018: Boulevard der Barbiere (Feature, MDR 2018)
- 2019: Alles für Katz (Feature, MDR 2019)
- 2020: Bürgermeisteramt aus Leidenschaft (Feature, MDR 2020)
- 2021: Grauzone – der Wert unserer Erinnerung (Feature, MDR 2021)
- 2021: Der Vorlesefriseur (Feature, MDR 2021)
- 2022: Die Dorfkümmerer – Unterwegs in Thüringen (Feature, MDR 2022)